# Himálajská sůl

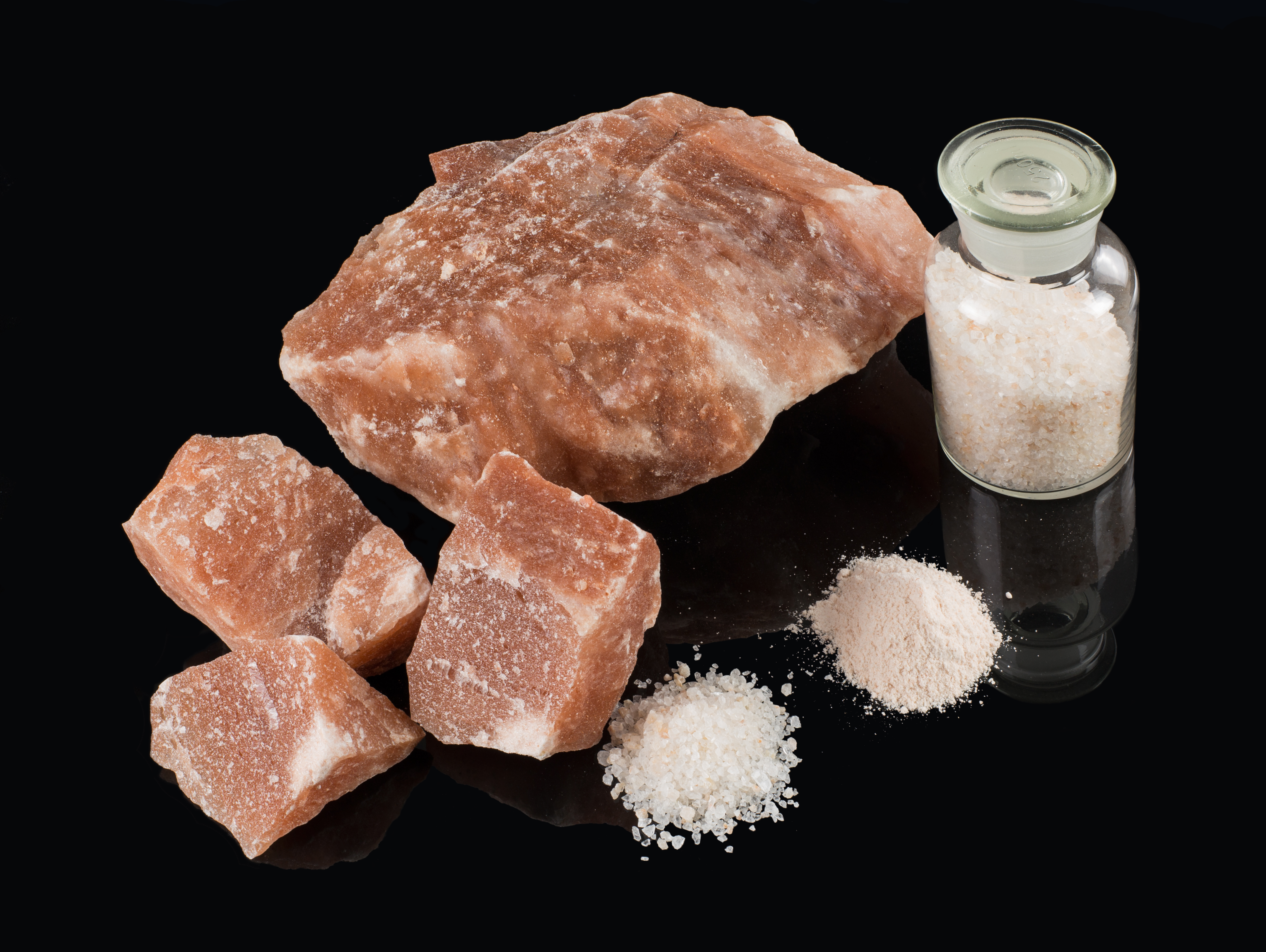
Růžová sůl ze solných dolů Khewra v severním Pákistánu.

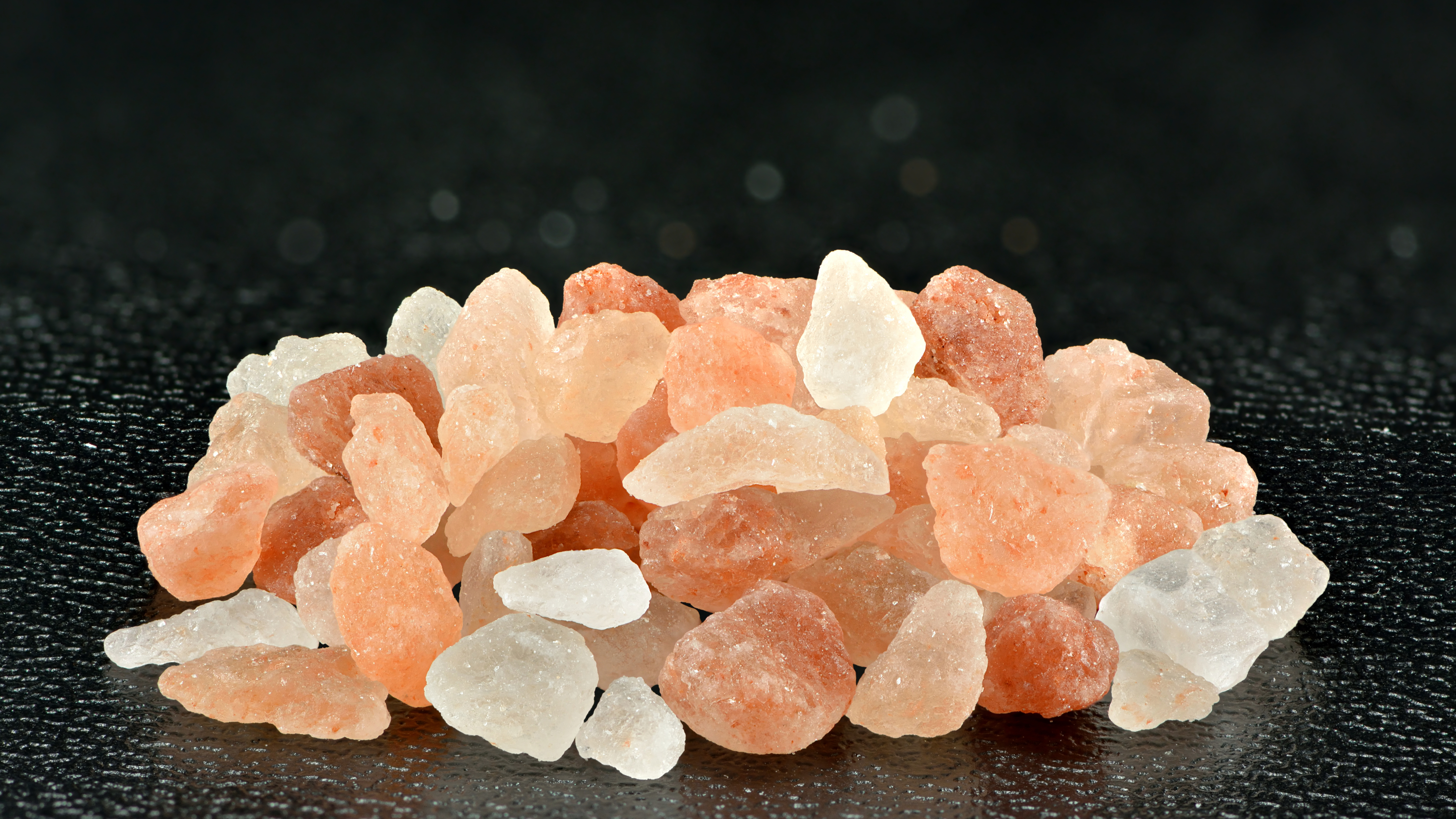
Himálajská sůl

Himálajská sůl, nebo též růžová sůl (anglicky himalayan salt, pink salt), je kamenná sůl (halit) historicky hlavně těžená v pákistánském Pandžábu, ale dnes i v jiných zemích, například v Jižní Americe. Díky obsahu malého množství sloučenin železa má charakteristickou růžovou barvu. 

## Historie
Koncentrace soli poblíž Khewry v Pandžábu byla údajně odhalena již kolem roku 326 př. naším letopočtem, kdy se jednotky vedené Alexandrem Velikým zastavily, aby tam odpočívaly. Vojáci si všimli, že jejich koně olizují slané skály. Od té doby byla pravděpodobně těžena, ale první záznamy o těžbě pocházejí až od kmene Janjua kolem roku 1200.

## Chemické složení
- 97,5–98,3 % většiny těchto solí tvoří chlorid sodný (NaCl, běžná kuchyňská sůl). Jen Kohatská a Khallarská obsahují NaCl méně (92, nebo 84 %), „chybějící“ sůl je nahrazena převážně sírany (síranové ionty SO42− nahrazující chloridové Cl−) a jimi vázanou vodou.[2]
- 2–3 mg/g vápník (ionty Ca2+, calcium). Tzn. v 1 gramu těchto solí je asi čtyřsetina až třísetina doporučené denní dávky 800 mg vápníku. Jen Kohatská a Khallarská obsahují vápníku více (1,75 a 0,9 %), ale i tato množství jsou z výživového hlediska zanedbatelná.
- 0,9–1,6 mg/g hořčík (ionty Mg2+, magnézium). Jen Khallarská obsahuje 1,26 % Mg a v 1 g je tak 12,6 mg Mg. Vzhledem k DDD 300–400 mg jsou tato množství zanedbatelná.
- 0,02–8 mg/g draslík (ionty K+). Vzhledem k DDD cca 5 gramů je toto množství zcela zanedbatelné.
- 2,4–11,6 mg/kg železo – Aby se člověk přiblížil k DDD 14 mg, musel by zkonzumovat přes kilogram této soli.
- 0,7–2 mg/g zinek Tzn. v 1 gramu těchto solí je asi dvacetina až sedmina DDD 15 mg.
- 0–0,3 mg/g měď Tzn. v 1 gramu těchto solí měď není, nebo maximálně třetina až šestina DDD 1–2 mg.
- 0,19–0,34 µg/g chrom Tzn. v 1 gramu těchto solí je množství Cr zanedbatelné k doporučeným 150–300 µg denně.
- 0,02–2,59 µg/g olovo Limit olova pro stolní sůl je v EU je 1 µg/g. Ačkoliv byla dle zjištění australských vědců většina tam zakoupených růžových solí testovaných r. 2018 pod tímto limitem, jeden vzorek růžové soli původem z Peru ho překročil hned několikanásobně (2,59 µg/g)[3].

## Kritika
Prodejci bývá prezentována jako zdravá potravina, jde ovšem jen o marketingový trik. Při podrobném prohlédnutí zastoupení prvků, které doplňují chlorid sodný, lze odhalit, že jde o tak malá množství, která prakticky nemají šanci ovlivnit zdraví. Podle serveru Ekolist.cz je hlavním rozdílem tedy jen barva a velká ekologická stopa.
Nahradí-li člověk běžnou průmyslově zpracovanou kuchyňskou sůl touto solí, nezíská navíc významná množství užitečných látek. Ale je zde několik možných problémů:
- Jód: Významným až hlavním zdrojem jódu pro vnitrozemskou populaci je kuchyňská sůl uměle obohacená o jód. Konzumenti přírodních solí tak musí věnovat pozornost tomu, aby získali dostatek jódu z jiných zdrojů.
- Plasty: Růžová sůl se prodává téměř výhradně v hrubé formě, aby vynikla její barva. Proto je zpravidla používána s pomocí plastových mlýnků. Vzhledem k tomu, že sůl je relativně tvrdá, dochází k erozi plastového mlecího mechanizmu a plast se dostává do jídla. Z plastu konzumovaného ve formě jemného prášku se mohou snadno uvolňovat potenciálně nebezpečná aditiva.[6]
- Těžké kovy: Růžová sůl může být jako každá nerafinovaná těžená kamenná sůl kontaminována těžkými kovy jako je olovo, arzén či kadmium, ať už přímo v podzemním ložisku, či při extrakci a zpracování. Kontaminace může v některých případech u soli pochybného původu i překračovat limity dané regulátorem. Zvláště v dětském věku ovšem neexistuje žádné kvantifikovatelné „bezpečné“ množství olova, neboť tento toxický těžký kov se v těle akumuluje a poškozuje vývoj nervové soustavy.